# لين ديفيز (لاعب كرة قدم)
لين ديفيز (بالإنجليزية: Lyn Davies)‏ (29 سبتمبر 1947 في المملكة المتحدة - ) هو لاعب كرة قدم بريطاني في مركز حراسة المرمى. لعب مع سوانزي سيتي وكارديف سيتي ونادي سانت إيلي تاون ونادي هيرفورد.